# David Weathers
Pour les articles homonymes, voir Weathers.
John David Weathers, né le 25 septembre 1969 à Lawrenceburg (Tennessee) aux États-Unis, est un joueur américain de baseball évoluant en Ligue majeure de baseball depuis 1991. En 19 saisons, il a porté les couleurs de neuf des trente franchises de la MLB et remporte la Série mondiale en 1996 avec les Yankees de New York. Il joue depuis 2005 sous les couleurs des Reds de Cincinnati.

## Carrière
David Weathers est drafté le 1er juin 1988 par les Blue Jays de Toronto au troisième tour de sélection. Il fait ses débuts en Ligue majeure le 2 août 1991.